# Чурляев, Михаил Сергеевич
Михаил Сергеевич Чурляев (22 октября 1989, Магнитогорск) — российский хоккеист, защитник. Мастер спорта России (2013).Чемпион мира среди юниоров (U-18) 2007.

## Биография
Вначале занимался плаванием и настольным теннисом. Воспитанник магнитогорского «Металлурга».
В КХЛ выступал за «Металлург» Мг (2007/08, чемпионат России — 2008/09, 2010/11), «Автомобилист» Екатеринбург (2011/12).
В первой лиге играл за «Металлург-2» Магнитогорск (2005/06 — 2008/09).
В МХЛ — за «Стальные Лисы» Магнитогорск (2009/10 — 2010/11). В 2010 году стал первым обладателем кубка Харламова. В 2011 году — серебряный призёр.
С сезона 2010/11 игрок ВХЛ: «Южный Урал» Орск (2010/11, 2014/15), «Спутник» Нижний Тагил (2011/12), «Лада» Тольятти (2012/13 — 2013/14), «Буран» Воронеж (2015/16), «Ариада-НХ» Волжск (2016/17), «Молот-Прикамье» Пермь (2017/18), «Металлург» Новокузнецк (2017/18), «Сокол» Красноярск (2018/19), «Лада» (с 2019/20). 29 июня 2021 года подписал контракт с «Гомелем».
Участник чемпионата мира среди юниорских команд 2006, победитель чемпионата мира среди юниорских команд 2007.
Трехкратный победитель Русской классики ВХЛ в составе «Лады (хоккейный клуб)» (2013/14), «Южного Урала» (2014/15), «Бурана» (2015/16).
Участник Континентального кубка 2021/22 в составе «Гомеля».